# Piet Heyn (architect)

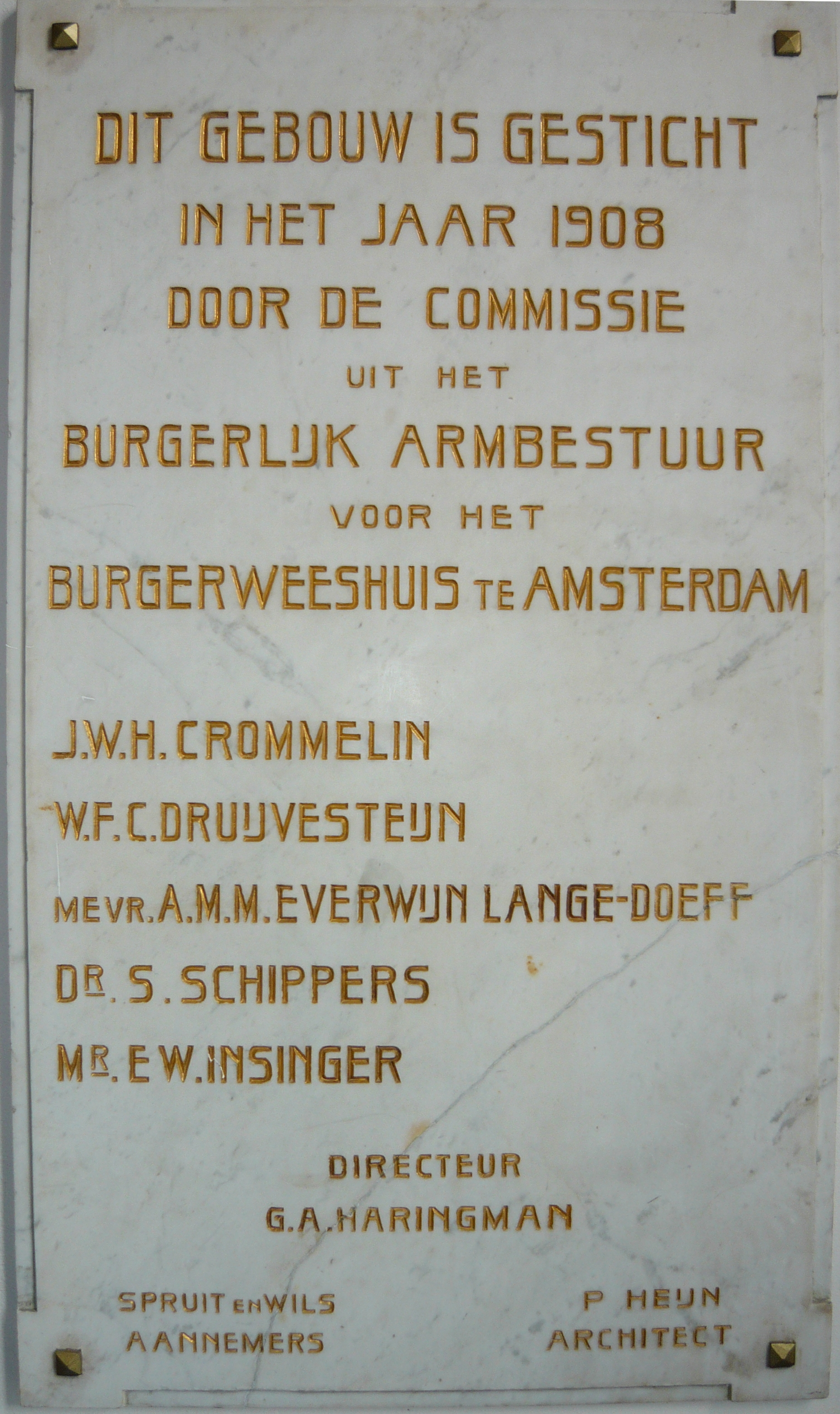
Gedenksteen aan Het Zeehuis

Piet Heyn, officieel Pieter Heijn, (Ilpendam, 5 augustus 1856 - Amsterdam, 2 februari 1929) was een Nederlandse architect.
Een van Heyns bekende activiteiten is in Bergen aan Zee een toenmalig herstellingsoord voor kinderen uit 1908 dat is ontworpen in opdracht van het Amsterdamse Burgerweeshuis, vandaag de dag fungerend als vakantieoord onder de noemer Het Zeehuis. Rond 1910 volgde naar zijn ontwerp een ingrijpende verbouwing met een vernieuwing van de voorgevel van een vrijmetselaarsgebouw aan de Amsterdamse Vondelstraat; hij was overigens lid van de hier gevestigde loge. Beide gebouwen zijn gewaardeerd als rijksmonument.
Verder was hij ook in Amsterdam de architect van het in 1966 gesloopte garagebedrijf Stadhouderskade 29, gebouwd voor Opelhandelaar Maurice van Genderingen. In 1909 kwam aan de Oudezijds Voorburgwal 229 naar Heyns ontwerp voor de opdrachtgever N.V. Purperhoedenveem een pakhuis tot stand waaraan onder meer een kantoor is verbonden. Het is gewaardeerd als gemeentelijk monument. Diezelfde waardering kregen ook zijn ontwerpen voor het woon-winkelpand aan de Prinsengracht 821 (1904) en in Amstelveen een woonhuis aan de Badlaan 10 (circa 1921).